# Varnæs Kirke
Varnæs Kirke er en kirke fra ca. 1150 på en lille bakke i den sydlige ende af landsbyen Varnæs på Sundeved.
Kirken har sandsynligvis været indviet til Sankt Peder, som er afbildet i kirkens segl.
Kirkegården er omgivet af kampestensdiger, mod vest dog kløvsten i cement.
Prædikestolen er et træskærerarbejde fra 1606 i renæssancestil og fonde-himmelen fra 1632.
Klokkehuset fra det 14. århundrede har en anderledes konstruktion end andre klokkehuse ved at mangle midterstolperne, som hedder kongen. Taget er lavet af bornholmske egespåner, som er kogt i tjære og dermed langtidsholdbar. Den ene klokke er fra 1690 og den anden en genforeningsklokke, da den foregående fra 1794, blev smeltet om under 1. verdenskrig.
- Galleri
- Fra nord
- Klokkehuset
- Mindesten for sognets faldne i 1. verdenskrig
- Prædikestol og korbuekrucifiks
- Præstestol
- Salmebog fra 1717